# لیزی گاردنر
لیزی گاردنر (انگلیسی: Lizzy Gardiner؛ زادهٔ ۱۹۶۶) یک طراح صحنه و لباس اهل استرالیا است.